# Ten Years of Fuckin' Up
Ten Years of Fuckin' Up es un video de NOFX, disponible en VHS y DVD. Lazado el 8 de noviembre de 1994 y de nuevo el 7 de octubre de 2003. El video contiene 19 canciones grabadas en vivo. Tiene la versión instrumentaL de la canción "Glass War". En el video Shut Up Ya, está el "Señor Jones", que fue incluido en la versión VHS.

## Lista de videos
1. "Stickin In My Eye"
2. "Johnny B. Goode"
3. "Green Corn"
4. "Shut Up Already"
5. "Shower Days"
6. "GonoHerpaSyphlAids"
7. "Straight Edge"
8. "S/M Airlines"
9. "Six Pack Girls"
10. "The Longest Line"
11. "Buggley Eyes"
12. "Beer Bong"
13. "Leave it Alone"
14. "Jaundiced Eye"
15. "Johnny Appleseed"
16. "Moron Brothers"
17. "Iron Man"
18. "Bob"
19. "Kill all the White Man"

- Datos: Q1109430